# Wahlen 1796
Wahlen 1796 | 1800

Weitere Ereignisse
1796 fanden unter anderem folgende Wahlen statt: 
- Präsidentschaftswahl in den Vereinigten Staaten 1796
- Wahlen zum Repräsentantenhaus der Vereinigten Staaten 1796
- Wahlen zum Senat der Vereinigten Staaten
- Unterhauswahl in Großbritannien. Dies war die letzte Unterhauswahl vor dem Act of Union 1800 (Vereinigung von Königreich Großbritannien und Königreich Irland)
- Wahl einer Nationalversammlung für die Batavische Republik